# Vilkos
Vilkos är en by i Överkalix kommun, belägen cirka 23 km norr om Överkalix samhälle.
Vilkos befolkades i slutet av 1800-talet av Vilhelm Isaksson med familj. Under 1950-talet var byn som störst med en befolkning på 50-60 personer. Hushållens sysselsättning var framför allt småbruk med säsongsarbete inom skog och flottning.